# Popovci, Videm
Popovci este o localitate din comuna Videm, Slovenia, cu o populație de 112 locuitori.